# ジュンベル・パティアシュヴィリ
ジュンベル・パティアシュヴィリ（グルジア語: ჯუმბერ პატიაშვილი、英語: Jumber Patiashvili、1940年1月5日 - ）は、ジョージアの政治家。1985年から1989年にかけて、グルジアSSRで共産党指導者を務めた。

## 障害
カヘティ州ラゴデヒにて誕生。トビリシ農業研究所を卒業。1966年からコムソモールで働き、その後共産党に入党。パティアシュビリは平凡な政党支持者の1人でしかなかったが、1985年にエドゥアルド・シェワルナゼの後任としてグルジア共産党第一書記に就任した。パティアシュヴィリの指導のもと、シェワルナゼの影響力は小さくなり、政策の刷新が実施された。パティアシュヴィリはシェワルナゼ政権で要となっていた高官を排除した。しかしながら多くの中堅層に関しては引き続き政権に残ったことから、派閥組織に深刻なダメージを与えることはできなかった。彼は野党グループを分離したため、地下組織に潜った改革派のリーダーとの対立を余儀なくされた。1988年の末まで、ジョージアの国民運動はより活発になっていった。いわゆる非公式な政治団体が組織され、示威運動やハンガーストライキが行われた。1989年4月9日、ソビエトの軍事部隊は、反ソビエトを掲げたジョージアのデモ隊を残忍な方法によって追い払った。この4月9日の悲劇の後、ジョージアの民族解放運動は急進的になった。統制は地元の共産党指導部に任され、パティアシュヴィリはその任を解かれた。彼の後任にはKGBの元幹部ギヴィ・グンバリゼが就いた。 
パティアシュヴィリは1992年から1995年までジョージア国会議員を務めた。パティアシュヴィリは1999年の国会議員選挙前に国政へ復帰。彼は政党「エルトバ」を結成し、アジャリア自治共和国最高会議議長兼元首アスラン・アバシゼ率いる再生民主同盟に続く野党連合に参加。彼はジョージア国会議員に当選した。その後、パティアシュヴィリはアバシゼから離れたが、エドゥアルド・シェワルナゼ政権の対立陣営には残った。彼の政党は2003年11月のバラ革命を導いた反政府デモに参加した。2004年、パティアシュヴィリはゴリ地区議会の議員に選出された。
2008年、パティアシュヴィリは国会議員選挙に右派同盟―トパゼ産業主義者の候補としてゴリ選挙区から立候補した。